# Obora (Šindelová)
Obora (do roku 1948 Hochgarth) je malá vesnice, část obce Šindelová v okrese Sokolov v Karlovarském kraji. Nachází se asi 0,5 kilometru severozápadně od Šindelové. Je zde evidováno 47 adres. V roce 2011 zde trvale žilo 72 obyvatel.
Obora leží v katastrálním území Obora u Šindelové o rozloze 15,1 km².

## Historie
První písemná zmínka o vesnici pochází z roku 1785.
Obora měla dvě části, Horní a Dolní Oboru. Horní Obora se rozprostírala po horských stráních okolo Oborského potoka. V berní rule se vedle názvu Hochgarth uvádí ještě název Wildgarten pro Horní Oboru, pro Dolní Oboru názvy Gullersdorf a Gullersreuth. Od roku 1827 měla Obora vlastní školu. Po druhé světové válce a odsunu německého obyvatelstva zanikla Horní Obora. Tu připomínají tři památné stromy – Modřín v Horní Oboře, Jíva v Horní Oboře a Klen v Horní Oboře. Rovněž zanikla osada Břidlová, která byla od roku 1850 součástí obce Obora. Zanikly také samoty Anýžovy Domky, Stahlerovy Domky a Güntherovy Domky, které ležely v katastrálním území Obora u Šindelové.

## Obyvatelstvo
Při sčítání lidu v roce 1921 zde žilo 744 obyvatel, z nichž 740 bylo Němců a čtyři byli cizinci. Všichni obyvatelé se hlásili k římskokatolické církvi.
| Rok            | 1869 | 1880 | 1890 | 1900 | 1910 | 1921 | 1930 | 1950 | 1961 | 1970 | 1980 | 1991 | 2001 | 2011 | 2021 |
| -------------- | ---- | ---- | ---- | ---- | ---- | ---- | ---- | ---- | ---- | ---- | ---- | ---- | ---- | ---- | ---- |
| Počet obyvatel | 698  | 675  | 688  | 739  | 801  | 744  | 729  | 161  | 176  | 129  | 76   | 76   | 76   | 72   | 60   |
| Počet domů     | 69   | 75   | 80   | 82   | 93   | 97   | 117  | 119  | -    | 31   | 28   | 35   | 36   | 37   | 40   |

| Rok            | 1869 | 1880 | 1890 | 1900 | 1910 | 1921 | 1930 | 1950 | 1961 | 1970 | 1980 | 1991 | 2001 | 2011 | 2021 |
| -------------- | ---- | ---- | ---- | ---- | ---- | ---- | ---- | ---- | ---- | ---- | ---- | ---- | ---- | ---- | ---- |
| Počet obyvatel | 947  | 901  | 888  | 929  | 974  | 881  | 850  | 161  | 176  | 129  | 76   | 76   | 76   | 72   | 60   |
| Počet domů     | 100  | 109  | 114  | 114  | 123  | 127  | 147  | 149  | -    | 31   | 28   | 35   | 36   | 37   | 40   |

## Obecní správa
Při sčítání lidu v letech 1850–1947 Obora byla samostatnou obcí v okrese Kraslice. Od roku 1948 je částí města Oloví, se kterým patřila nejprve do okresu Kraslice, ale od roku 1961 v okrese Sokolov.